# Fehérdoboz
Tudományos és műszaki területen a fehérdoboz – ellentétben a feketedobozzal – egy olyan alrendszer, melynek a belseje vizsgálható, de rendszerint nem módosítható. Az ún. fehérdobozos tesztelés során azt vizsgálják, hogy a rendszer teljesíti-e az elvárt követelményeket.
Általában az alrendszer belsejéhez való hozzáférés megkönnyíti az alrendszer megértését; például, ha egy programozó vizsgálhatja a forráskódot, az algoritmus gyengeségei sokkal könnyebben feltárhatók. Emiatt a fehérdobozos tesztelés sokkal hatékonyabb, mint a feketedobozos tesztelés, de jelentősen nehezebb az alrendszer-tesztelő részéről a szükséges alapos megértés miatt.
A fehérdoboz olyan rendszert is jelent, amely látható, de komplexitása miatt feketedoboznak is tekinthető.

## Fordítás
- Ez a szócikk részben vagy egészben  a   White box (software engineering) című angol Wikipédia-szócikk ezen változatának fordításán alapul.  Az eredeti cikk szerkesztőit annak laptörténete sorolja fel. Ez a jelzés csupán a megfogalmazás eredetét és a szerzői jogokat jelzi, nem szolgál a cikkben szereplő információk forrásmegjelöléseként.